# Agrias tenuisfasciata
Agrias tenuisfasciata är en fjärilsart som beskrevs av Peter William Michael 1932. Agrias tenuisfasciata ingår i släktet Agrias och familjen praktfjärilar. Inga underarter finns listade i Catalogue of Life.